# RPK-9 Medvedka
L'RPK-9 Medvedka (nome in codice NATO: SS-N-29) è un missile antisommergibile per impiego imbarcato di sviluppo e fabbricazione russa.

## Sviluppo
Lo sviluppo del nuovo sistema d'arma iniziò, per l'allora marina sovietica, nel 1987, presso l'Istituto di Termodinamica di Mosca. Le prove in mare del missile furono svolte nel Mar Nero, e si protrassero dal 1993 al 1997. Per le prove fu utilizzato un esemplare della classe Mukha, che imbarcava una coppia di lanciatori quadrupli. Ne è previsto l'impiego, a partire dal 2009, sulle corvette Classe Stereguščij e sulle fregate classe Admiral Gorshkov.

## Tecnica
Dal punto di vista concettuale, è piuttosto simile allo statunitense ASROC. Il missile ha un calibro di 400 mm ed una lunghezza di 5,5 metri, con un peso al lancio di 800 kg. L'ordigno è in grado di ingaggiare un sottomarino anche in acque basse, ad una profondità compresa tra i 15 ed i 500 metri, alla distanza massima di 20 chilometri. Ogni sistema comprende, oltre ai missili, anche un sistema di controllo del fuoco, in grado di individuare tutte le informazioni relative ai parametri di movimento del bersaglio, alle coordinate di fuoco, e di trasmettere i dati di lancio e di volo.
La struttura del sistema d'arma è di tipo modulare, con la versione base composta da due complessi, ognuno con quattro lanciatori. Tuttavia, sono possibili configurazioni che vanno da uno ad otto lanciatori, a seconda delle esigenze. Il peso del complesso da quattro è di 12.000 kg, mentre quello da otto raggiunge i 19.400.
L'SS-N-29 può essere utilizzato sia in zone fredde, sia tropicali. Il lancio è inclinato.

## Impiego
Il missile è stato progettato per ingaggiare il combattimento con i sottomarini nemici anche in acque basse. A causa del suo modesto ingombro, può essere installato anche su unità navali di piccole dimensioni, con un dislocamento nell'ordine delle 350 tonnellate.